# Dyacopterus
Dyacopterus és un gènere de megaquiròpters de la família dels pteropòdids. Viuen a la península de Malaca, Sumatra, Borneo, Luzon i Mindanao. El gènere inclou megaquiròpters de mida petita a mitjana, amb el cap gros i la cua i el pelatge curts. La part superior del cos és de color marró grisenc, mentre que la part inferior és de color gris argentat. El patagi està ancorat al segon dit. El cos mesura 106–144 mm, la cua 16–29 mm. Pesen 70–148 g.